# 上林苑
上林苑（じょうりんえん）は、古代中国の秦・前漢の皇帝のための大庭園である。咸陽・長安の南方に広がっていた。
『三輔黄図』によると元は秦の庭園であり、漢の武帝の建元3年（紀元前138年）、遊猟を好む武帝がしばしば上林苑の敷地内を越えて民の土地に足を踏み入れるようになって民を苦しめていたため、武帝が吾丘寿王に命じて費用を計算させて拡大し、周囲300里の広大な庭園となった。
上林苑の中には70箇所もの離宮があり、それはどれも馬車一千台・騎一万を収容できるほどの大きさだった。また多種多様な獣が飼われ、皇帝が秋・冬に猟を行ってその獣を取った。また武帝が上林苑を拡大した際に、群臣に命じて各地の珍しい植物や果樹を献上させ、それらを栽培した。
また茂陵の富民袁広漢は珍しい動物や植物を集め、砂浜や激流を人工的に作り、建物を全て廊下で繋いであるという豪壮な庭園を造っていたが、後に罪があって誅殺されるとこれも官有の庭園とされ、動植物は上林苑に移された。
上林苑には上林令、上林尉などの役人が置かれ、飼っている動物の種類や数を管理し、記録していた。また上林苑内には6つの池や10以上の宮殿などがあった。
武帝の元鼎2年（紀元前115年）に水衡都尉の官が置かれ、上林苑を管轄することとなった。上林令、上林尉も水衡都尉の属官となっている。また武帝が民間で五銖銭を鋳造することを禁止すると、銭の鋳造は水衡都尉の属官である均輸・鍾官・弁銅の三官が独占して行うこととされた。これは上林三官と呼ばれた。
後漢の時代になると、都が洛陽に置かれたため前漢の上林苑は使われておらず、洛陽西方に上林苑が置かれている。